# Salle hypostyle d'Es Galliner de Madona
La salle hypostyle d'Es Galliner de Madona est un édifice préhistorique, daté de la période talayotique, situé sur la commune d'Es Migjorn Gran, sur l'île de Minorque, dans l'archipel des Baléares, en Espagne.

## Historique
Selon Francisco Camps Mercadal, des paysans profitèrent d'un effondrement du toit pour créer un nouvel accès par l'arrière de l'édifice et le bâtiment fut réutilisé comme étable ou poulailler, d'où lui vient son nom actuel.
L'édifice a été déclaré bien d'intérêt culturel en 1966 (référence RI-51-0003652). En 2013, l'Espagne a proposé l'inscription du site au titre de la « culture talayotique de Minorque » sur la liste indicative de l'UNESCO, préalable à une possible inscription au Patrimoine mondial.

## Description
La salle hypostyle est de forme semi-circulaire avec une façade droite, orientée au nord-ouest. Elle s’appuie par un de ses côtés sur un rocher naturel. Elle mesure 16,4 m de long sur 9,25 m de large. La porte d'entrée d'origine, surmontée d'un linteau, est toujours visible sur la façade mais elle est désormais obstruée. L'accès à l'intérieur de la salle s'effectue actuellement par deux ouvertures pratiquées dans l'arrière du bâtiment, au sud-est. Le mur extérieur est constitué d'un parement très régulier.

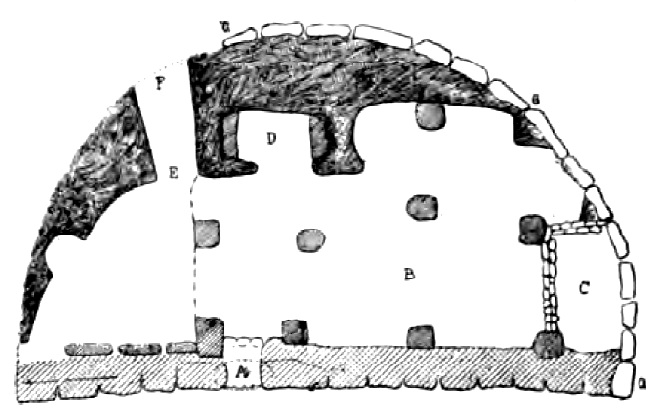
Plan du bâtiment.
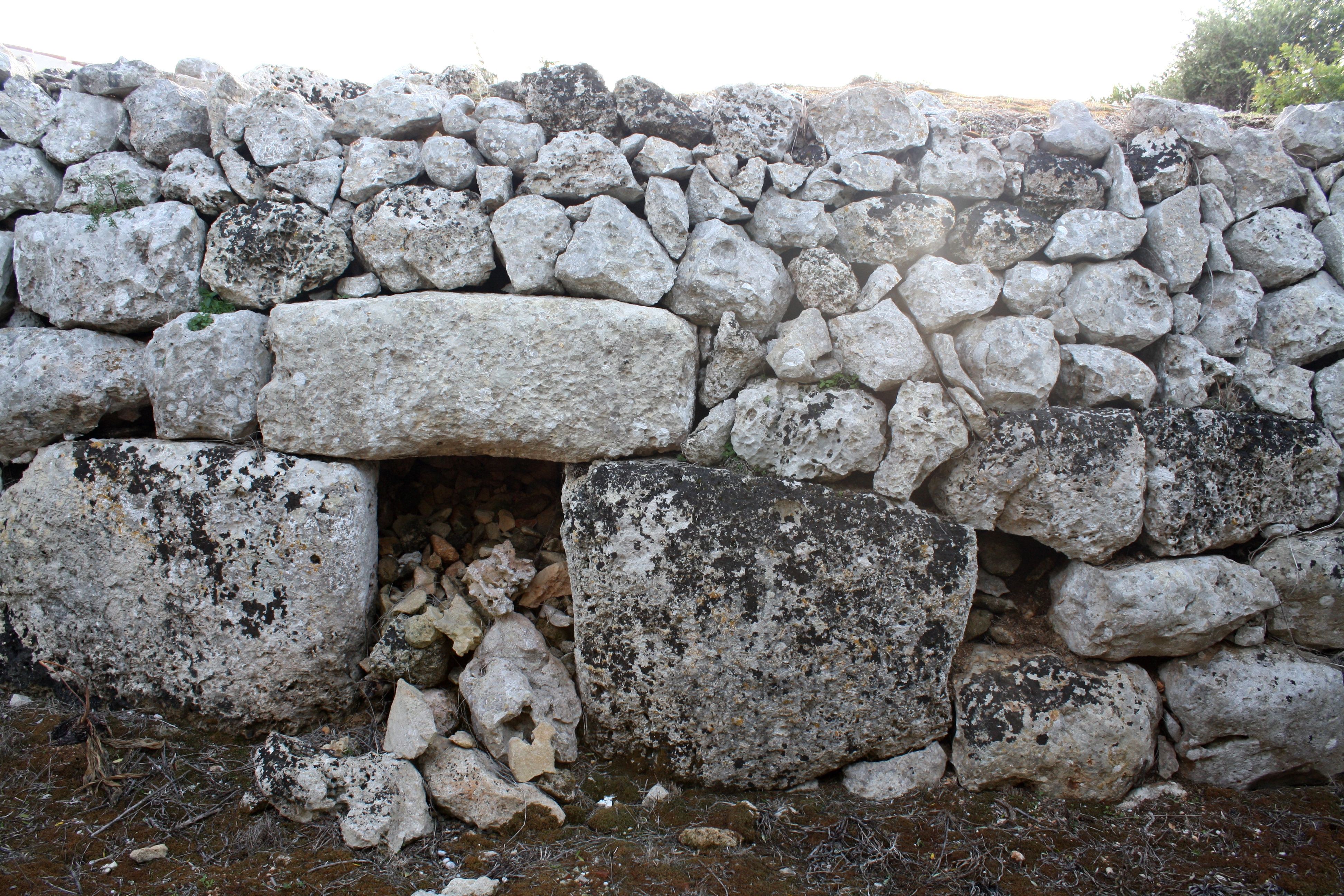
Entrée originelle obstruée.
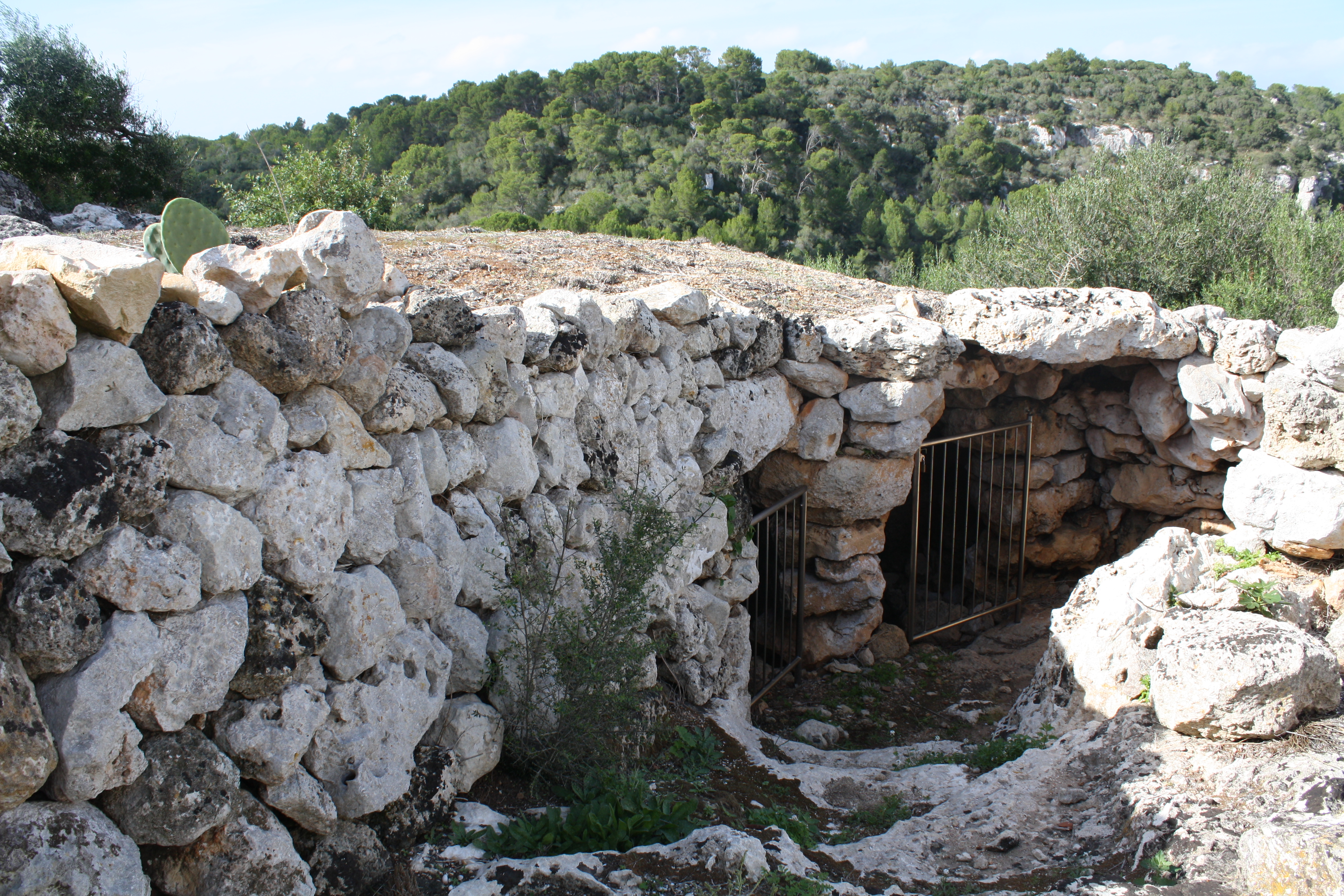
Entrée actuelle.

La salle comporte cinq colonnes et neuf pilastres. Les colonnes sont constituées de grandes pierres superposées dont la largeur augmente avec la hauteur : la partie supérieure des colonnes est ainsi beaucoup plus large que la base, ce qui permet de soutenir les énormes dalles de pierre qui constituent le plafond et de disposer du maximum d'espace utile au sol.
Il semble que l'édifice comportait un second étage, probablement contemporain de la salle hypostyle, dont les éléments en ruine furent réutilisés pour construire le nouvel accès à la salle.
Aucune fouille archéologique du bâtiment n’ayant été réalisée, on en ignore la fonction et la datation.